# Conjectura de Andrica
A desigualdade
{\displaystyle {\sqrt {p_{n+1}}}-{\sqrt {p_{n}}}<1}
 é válida {\displaystyle \forall n}, onde {\displaystyle p_{n}} é o n-ésimo número primo?

A Conjectura de Andrica é um dos problemas não resolvidos da matemática, sendo relacionada com a distribuição dos números primos e a distância entre dois primos consecutivos.
Seu nome é homenagem ao matemático Dorin Andrica.

## Conjectura
A conjectura afirma que a desigualdade
{\displaystyle {\sqrt {p_{n+1}}}-{\sqrt {p_{n}}}<1}
é válida {\displaystyle \forall n} (para todo n), onde {\displaystyle p_{n}} representa o n-ésimo número primo. Se {\displaystyle g_{n}=p_{n+1}-p_{n}} denota a n-ésima diferença entre dois primos, a conjectura de Andrica pode ser reescrita como
{\displaystyle g_{n}<2{\sqrt {p_{n}}}+1.}

## Evidências empíricas
Imran Ghory usou os dados sobre as maiores diferenças entre dois primos consecutivos para confirmar a veracidade da conjectura para  {\displaystyle n} maior que 1,3002 × 1016. Usando tabelas maiores, a confirmação dos valores foi estendida exaustivamente para  4 × 1018.

A função discreta {\displaystyle A_{n}={\sqrt {p_{n+1}}}-{\sqrt {p_{n}}}}e seus gráficos são mostrados ao lado. Os maiores valores de {\displaystyle A_{n}} ocorrem para n = 1, 2, and 4, com A4 ≈ 0.670873..., sem valores maiores para os próximos 105 primeiros primos. Como a função de Andrica decresce assintoticamente conforme n aumenta, , uma diferença entre primos precisa fazer o valor da diferença ser maior conforme n se torna maior. Isso indica fortemente que a conjectura é verdadeira, ainda que ainda não tenha sido provada nem refutada.

## Generalizações
Uma generalização da conjectura de Andrica pode ser feita levando em conta a seguinte equação:
{\displaystyle p_{n+1}^{x}-p_{n}^{x}=1,}
onde {\displaystyle p_{n}} é on-ésimo número primo e x pode ser qualque número positivo.
A maior solução para o possível valor de x é fácil de ocorrer para {\displaystyle n=1}, quando xmax = 1. Se conjectura que a menor solução x é xmin ≈ 0.567148... (sequência A038458 na OEIS) que ocorre para  n = 30.
Essa conjectura também pode ser apresentada como uma desigualdade, a conjectura de Andrica generalizada:
{\displaystyle p_{n+1}^{x}-p_{n}^{x}<1} for {\displaystyle x<x_{\min }.}

## Status
A conjectura ainda não foi provada nem refutada, apesar de haver fortes indícios de que esta seja verdadeira.